# La vie en rose – berättelsen om Edith Piaf
La vie en rose – berättelsen om Edith Piaf (originaltitel La Môme) är en fransk film från 2007 i regi av Olivier Dahan. Filmen handlar om den franska sångerskan Édith Piafs liv. Huvudrollsinnehavaren Marion Cotillard tilldelades en Oscar för bästa kvinnliga huvudroll.
Den franska titeln, La Môme, syftar på hennes franska smeknamn La Môme Piaf, "Sparvungen" (môme=unge, piaf=sparv), som är ganska okänt bland icke-fransktalande i världen, även om det ibland användes översatt i andra länder (i till exempel Sverige kallades Édith Piaf ofta "Sparvungen"). För den internationella marknaden valde det franska filmbolaget därför titeln på en av hennes mest kända sånger, "La Vie en rose", som titel på filmen.